# یواس‌اس ویلمن (دی‌یی-۲۲)
یواس‌اس ویلمن (دی‌یی-۲۲) (به انگلیسی: USS Wileman (DE-22)) یک کشتی بود که طول آن ۲۸۹ فوت ۵ اینچ (۸۸٫۲۱ متر) بود. این کشتی در سال ۱۹۴۲ ساخته شد.